# Willem Sautijn
Willem Sautijn (Amsterdam, 1704 - Warmond, 1789) werd in 1744 in de vroedschap van Leiden benoemd, nadat hij aldaar met een burgemeestersdochter was getrouwd. Hij vertegenwoordigde de stad bij de Admiraliteit van Amsterdam vanaf 1758. Het jaar daarop werd hij benoemd als equipagemeester. 
Sautijn stond bekend als een man van zeer slecht zedelijk gedrag, die ten aanzien van de geheele werf publieke vrouwen in ’s lands jacht liet en er onbehoorlijkheden mede bedreef. In 1761 werd een proces tegen hem en zijn medestanders gevoerd. De commies die hem had aangeklaagd werd in 1764 ontslagen. Mr Willem Sautijn ging vrijuit. Opnieuw had de familie, producenten van buskruit, vanwege een schandaal een slechte naam in Amsterdam. 
In 1762 kocht hij een fraai pand op de Nieuwe Herengracht van Isaac de Pinto. Op 3 juni 1768 kwam de stadhouder Willem V en prinses Wilhelmina van Pruisen langs om de illuminatie van het pand te bekijken. 
In 1780 bleek Sautijn niet opnieuw te zijn benoemd in de Admiraliteit. De patriotten waren van mening dat de vloot verwaarloosd werd en dat de lucratieve wapenhandel met de Verenigde Staten beter beschermd moest worden. Het recht van benoeming in de Admiraliteit, toegekend aan de stadhouder, werd in 1785 afgeschaft. 

## Bron
Elias, J.E. (1963) De vroedschap van Amsterdam 1578-1795, deel II, p. 576-578.